# Gun-Britt Holgersson
Gun-Britt Holgersson, folkbokförd Gun Britt Mary Holgersson, ogift Lindén, född 22 oktober 1939 i Malmö, död 27 augusti 2019 i Spiken, Sunnersberg, Västra Götalands län, var en svensk kristen musikpedagog, sångförfattare, musikproducent, förlagsredaktör och musikskribent.

## Karriär
Gun-Britt Holgersson studerade vid Kungliga Musikhögskolan i Stockholm. År 1961 tog hon examen och 1963 gifte hon sig med Lars-Erik Holgersson. Makarna var verksamma i Malmö en tid, innan de flyttade till Linköping där maken var musikansvarig i Sionförsamlingen.
År 1974 kom de till Stockholm där maken hade fått tjänst som ansvarig musikledare i Filadelfiakyrkan och snart var Gun-Britt Holgersson engagerad i både församlingens musikliv och den då omfattande musikproduktionen inom Förlaget Filadelfia som artisten Pelle Karlsson hade startat.
Gun-Britt Holgersson har, med maken som arrangör, producerat en mängd sånger – däribland flera barnmusikaler som exempelvis "Låt Bibelns bilder leva". Deras repertoar har stor bredd och riktar sig till både barn och vuxna.
I senaste utgåvan av Pingströrelsens sångbok Segertoner från 1988 har Gun-Britt Holgersson flera sånger publicerade, däribland "Jag tror visst att Jesus bryr sej om mej" (nr 632) och "Jesus, vi prisar ditt namn" (nr 688).
Under tolv år, 2000–2012, var paret föreståndare för Skandinaviska Turistkyrkan i Las Palmas.

## Familj
Gun-Britt och Lars-Erik Holgersson fick fyra söner; Per-Henrik Holgersson (född 1964), Nicke Holgersson (född 1967), Christoffer Holgersson (född 1973) och Joakim Holgersson (född 1976). Alla fyra är musiker.

## Psalmer
Gun-Britt Holgersson satt med som ledamot för Segertonerkommittén 1988. Hon finns representerad med 21 psalmer i psalmboken.
- Jag tror visst att Jesus bryr sej om mej, skriven 1971.[6]
- Jesus, vi prisar ditt namn, skriven 1978.[6]
- Jag är döpt i Jesu namn, skriven 1982.[6]
- Herren är min herde. skriven 1982.[6]
- Du är min framtid, text skriven 1983.[6]
- Ingen som Jesus förstår mitt hjärta, bearbetade texten 1986.[6]
- För varje dag blir Jesus, bearbetade texten 1986.[6]
- Se, mängden mot Golgata skrider, bearbetade texten 1986.[6]
- Stilla, min själ, för Jesus, bearbetade texten 1987.[6]
- Jag vill städs ha Jesus med mig, bearbetade texten 1987.[6]
- Tänk, när jag min Herre skådar, bearbetade texten 1987.[6]
- Var och en av oss skriven 1987.[6]

### Översättningar
- Gud vår Fader, dig vi lovar, översatt 1976.[6]
- Halleluja, till Herrens ära sjung, översatt 1987.[6]
- Krön honom nu, Guds Lamm, översatt 1987.[6]
- Sjung en ny sång till vår Gud, översatt 1987.[6]
- Gud förlät min synd i Jesu namn, översatt 1987.[6]
- Kom för att lära oss leva, översatt 1987.[6]
- Vilken skön och rik gemenskap, översatt 1987.[6]
- Ju mera vi har fått, översatt 1987.[6]
- Genom en mörk och villsam värld, översatt 1987.[6]